# Anita Cornwell
Pour les articles homonymes, voir Cornwell.
Œuvres principales
Black Lesbian in White America (1983), The Girls of Summer (1989)
Anita Cornwell, née le 23 septembre 1923 à Greenwood et morte le 27 mai 2023 à Germantown (Philadelphie), est une auteure féministe américaine. En 1983, elle publie Black Lesbian in White America, premier recueil d'essais d'une femme lesbienne afro-américaine.

## Biographie
Originaire de la Caroline du Sud, Anita Cornwell s'installe en Pennsylvanie à l'âge de 16 ans. Elle vit d'abord à Yeadon avec sa tante, puis à Philadelphie avec sa mère. En 1948, elle est diplômée en journalisme et sciences sociales de l'Université Temple. Elle travaille ensuite comme journaliste pour les journaux locaux, et comme employée de bureau pour des agences gouvernementales, tel le département d'État de l'Action publique en Pennsylvanie.
En qualité d'écrivaine indépendante, Anita Cornwell contribue régulièrement à la fiction et aux essais de la revue Negro Digest. Elle est également l'une des contributrices du Sinister Wisdom, un journal littéraire, théorique et artistique lesbien, créé en 1976 par Catherine Nicholson et Harriet Ellenberger (Desmoines).
Elle est l'auteure de deux romans, dont Black Lesbian in White America, l'un des premiers ouvrages à évoquer l'homosexualité féminine dans la communauté afro-américaine,.

## Publications
- Black Lesbian in White America, Naiad Press, 129p, 1983,  (ISBN 9780930044411)
- The Girls of Summer, New Seed Pr, 98p, 1989,  (ISBN 0938678116)